# Fidżi na Letnich Igrzyskach Olimpijskich 1972
Fidżi na Letnich Igrzyskach Olimpijskich 1972, reprezentowało 2 sportowców w 1 dyscyplinie. Był to czwarty start reprezentacji Fidżi na letnich igrzyskach olimpijskich.

## Lekkoatletyka
Mężczyźni
| Zawodnik     | Konkurencja                   | Bieg eliminacyjny | Bieg eliminacyjny | Ćwierćfinał                  | Ćwierćfinał                  | Półfinał                     | Półfinał                     | Finał                        | Finał                        |
| Zawodnik     | Konkurencja                   | Wynik             | Miejsce           | Wynik                        | Miejsce                      | Wynik                        | Miejsce                      | Wynik                        | Miejsce                      |
| ------------ | ----------------------------- | ----------------- | ----------------- | ---------------------------- | ---------------------------- | ---------------------------- | ---------------------------- | ---------------------------- | ---------------------------- |
| Usaia Sotutu | Bieg na 5000 m                | 15:24.2           | 13                | Odpadł z dalszej rywalizacji | Odpadł z dalszej rywalizacji | Odpadł z dalszej rywalizacji | Odpadł z dalszej rywalizacji | Odpadł z dalszej rywalizacji | Odpadł z dalszej rywalizacji |
| Usaia Sotutu | Bieg na 10 000 m              | Nie ukończył      | Nie ukończył      | Nie ukończył                 | Nie ukończył                 | Nie ukończył                 | Nie ukończył                 | Nie ukończył                 | Nie ukończył                 |
| Usaia Sotutu | Bieg na 3000 m z przeszkodami | 9:12.0            | 12                | Odpadł z dalszej rywalizacji | Odpadł z dalszej rywalizacji | Odpadł z dalszej rywalizacji | Odpadł z dalszej rywalizacji | Odpadł z dalszej rywalizacji | Odpadł z dalszej rywalizacji |

| Samuela Yavala | Bieg na 400 metrów | 47.76 | 6 | Odpadł z dalszej rywalizacji | Odpadł z dalszej rywalizacji | Odpadł z dalszej rywalizacji | Odpadł z dalszej rywalizacji |